# Йыгеваский район
Йыгеваский район — административно-территориальная единица в составе Эстонской ССР, существовавшая в 1950—1991 годах. Центр — Йыгева. Население по переписи 1959 года составляло 31,9 тыс. чел. Площадь района в 1955 году составляла 1112,4 км².

## История
Йыгеваский район был образован в 1950 году, когда уездное деление в Эстонской ССР было заменено районным. В 1952 году район был включён в состав Тартуской области, но уже в апреле 1953 года в результате упразднения областей в Эстонской ССР район был возвращён в республиканское подчинение.
В 1991 году Йыгеваский район был преобразован в уезд Йыгевамаа.

## Административное деление
В 1955 году район включал 1 города (Йыгева) и 8 сельсоветов: Йыгеваский (центр — Эриствере), Калевиский (центр — Арукюла), Лайусеский (центр — Соотага), Паламусеский, Педьяский (центр — Кыола), Садалаский, Табивереский (центр — Вольди), Ярвеский.